# Airocaulon humerosum
Airocaulon humerosum är en mångfotingart som beskrevs av Loomis 1964. Airocaulon humerosum ingår i släktet Airocaulon och familjen fingerdubbelfotingar. Inga underarter finns listade i Catalogue of Life.